# Робърт Уагнър
Робърт Джон Уагнър (на английски: Robert John Wagner, Jr.) е американски актьор и продуцент. Играе роли както в театъра, така и в киното и телевизията. Номиниран е за Еми и шест награди Златен глобус.

## Биография
Робърт Уагнър е роден на 10 февруари 1930 г. в Детройт, Мичиган и е от немско-норвежки произход.
През 50-те години играе под договор към филмовото студио Туентиът Сенчъри Фокс.
През 1957 г. се жени за тогава 19-годишната Натали Ууд. Те се разделят през 1961 г., но се събират отново през 1972 г. На 29 ноември 1981 г. Натали Ууд е намерена удавена в близост до тяхната яхта, Сплендър, на борда по това време са също така Уагнър, Кристофър Уокън и капитанът. Обстоятелствата около нейното удавяне остават неизяснени.
Номиниран е за три награди Златен глобус за ролята си на Джонатан Харт в сериала Hart to Hart (1979 – 1984).
През 2008 г. излиза неговата автобиографична книга „Късчета от моето сърце: Един живот“.

## Личен живот
На 21 септември 2006 г. става дядо, когато дъщеря му Кейти ражда сина си Райли Джон Уагнър-Люис.

## Избрана филмография
| Година | Филм                             | Оригинално заглавие                         | Роля         | Режисьор         |
| ------ | -------------------------------- | ------------------------------------------- | ------------ | ---------------- |
| 1954   | Счупено копие                    | Broken Lance                                | Джо Девъроу  | Едуард Дмитрик   |
| 1955   | Бялото перо                      | White Feather                               | Джош Танър   | Робърт Д. Уеб    |
| 1956   | Предсмъртна целувка              | A Kiss Before Dying                         | Бъд Корлис   | Герд Осуалд      |
| 1959   | Кажете за мен                    | Say One For Me                              | Тони Винсънт | Франк Ташлин     |
| 1996   | Остин Пауърс                     | Austin Powers: International Man of Mystery | Номер Две    | Джей Роуч        |
| 1999   | Луди в Алабама                   | Crazy in Alabama                            | Хари Хол     | Антонио Бандерас |
| 1999   | Остин Пауърс: Шпионинът любовник | Austin Powers: The Spy Who Shagged Me       | Номер Две    | Джей Роуч        |
| 2002   | Остин Пауърс в Златния член      | Austin Powers in Goldmember                 | Номер Две    | Джей Роуч        |